# Велика рада кантону Во
Велика рада — кантональний парламент швейцарського кантону Во. Заснована  1803 році, кількість депутатів спочатку становила 180, згодом змінюючись (один депутат на 600 виборців). Максимальна кількість була 237 депутатів  1921 року, потім зменшилася до 180  2000 року та до 150 з 2007 року.

## Зала для засідань

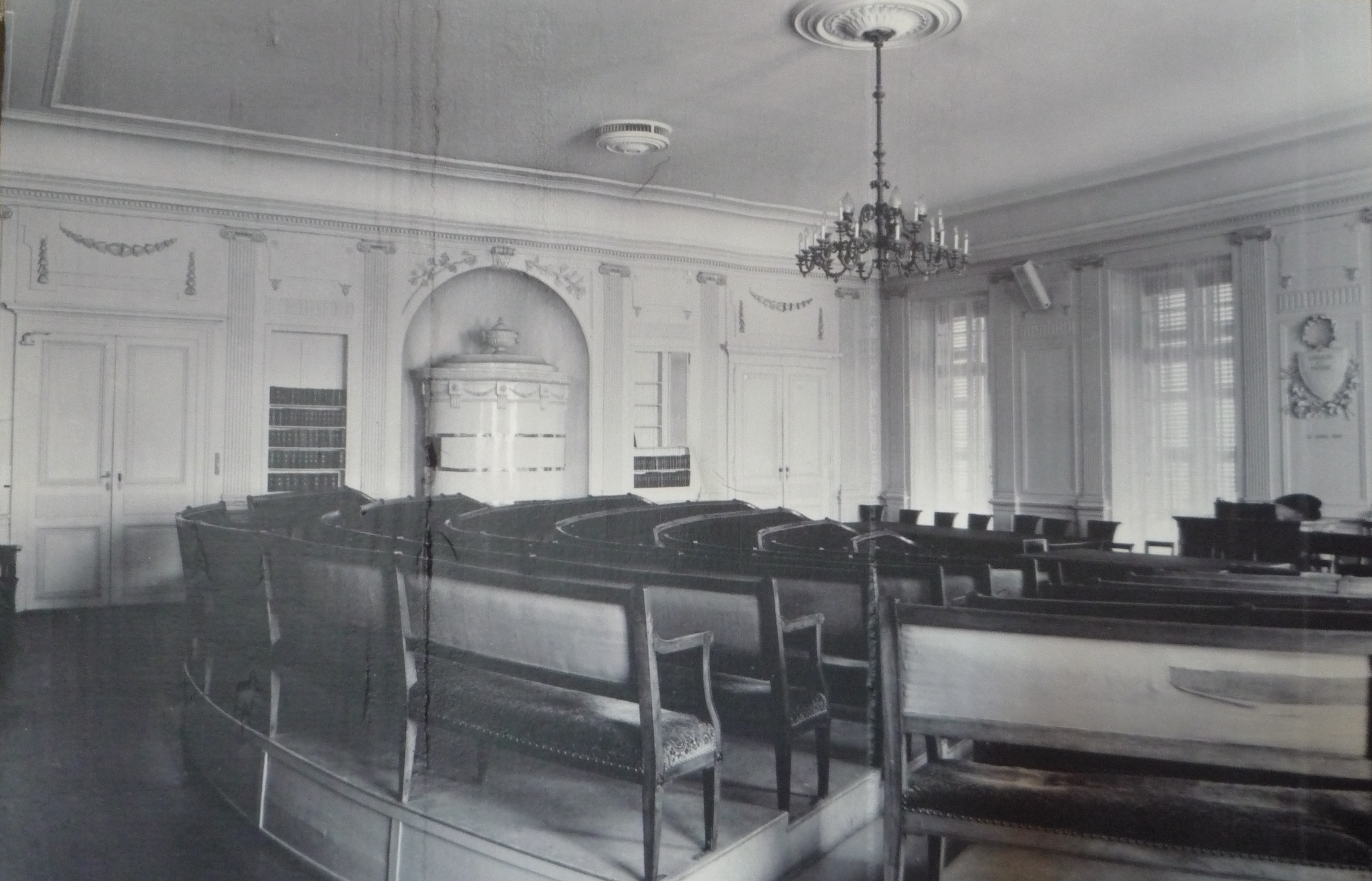
Велика зала Ради між 1803 і 2002 роками, у будівлі, спроектованій архітектором Александром Перрего.

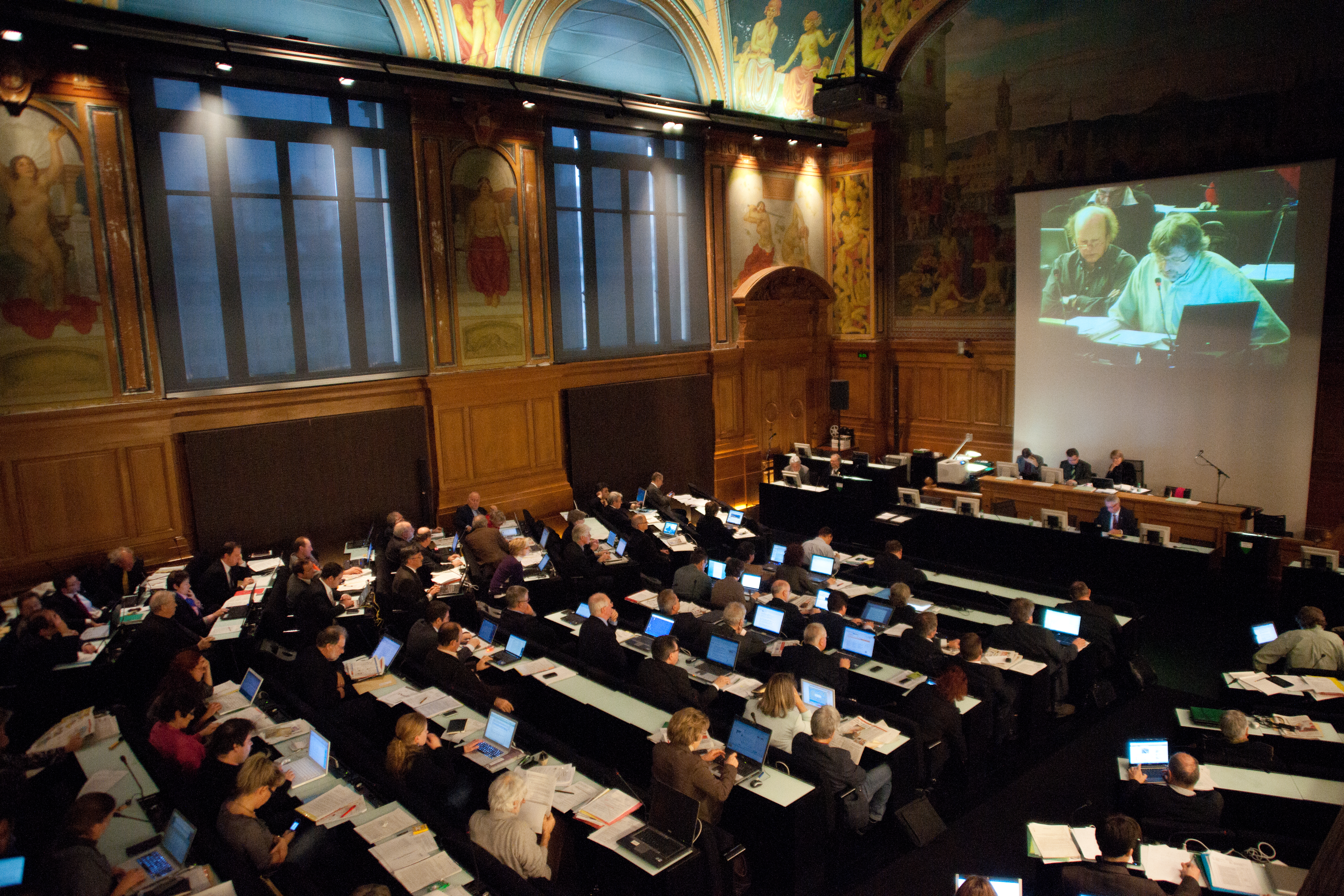
З 2002 по 2017 рік, під час реконструкції будівлі, Велика рада засідала в Палаці Румін (Лозанна).

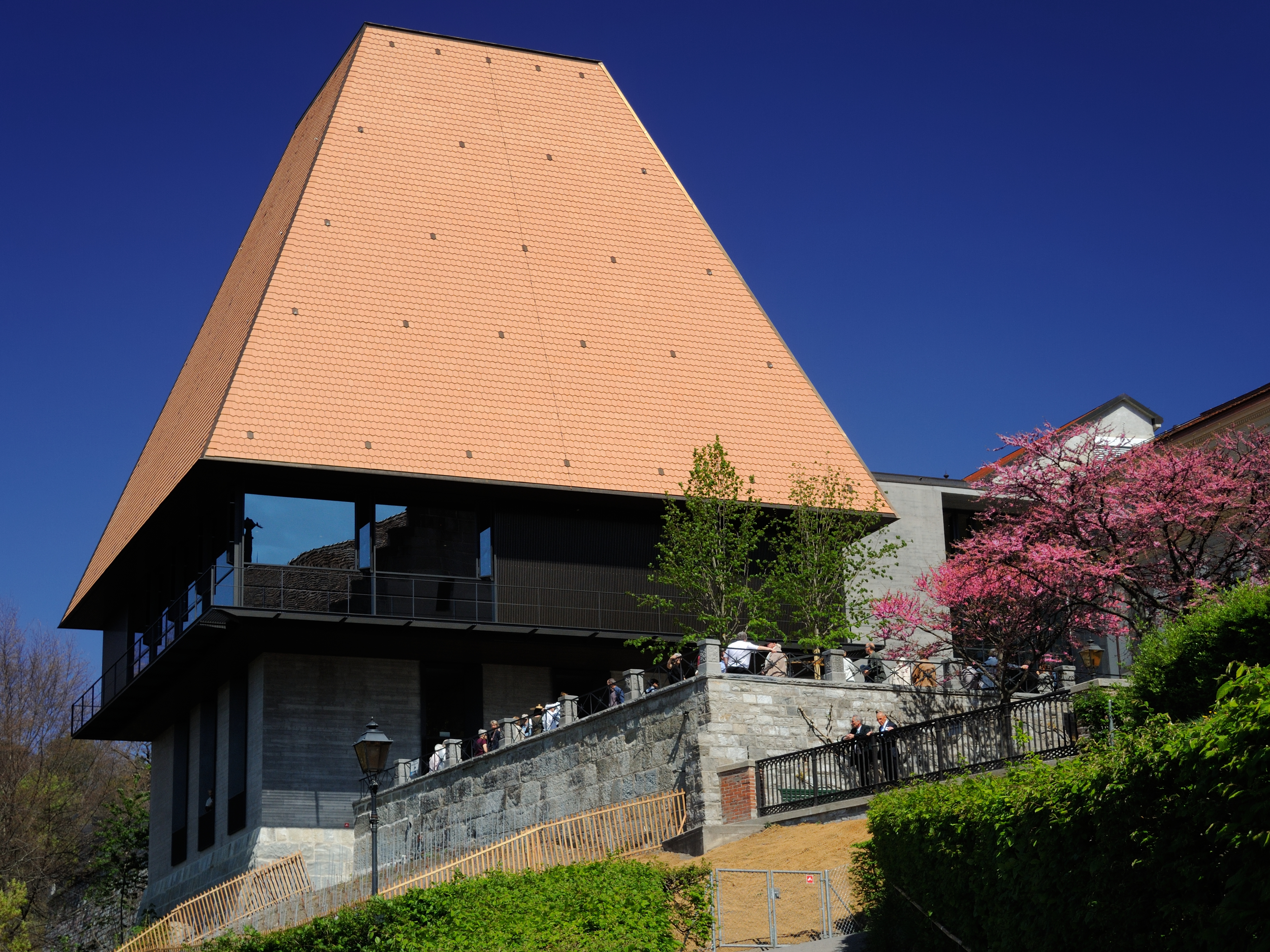
Нове приміщення відкрито 2017 року.

Велика рада засідала у будівлі, зведеній архітектором Александром Перрего 1803 року на старому фундаменті поблизу замку Сен-Мер. Після випадкової пожежі 14 травня 2002 року, яка значно пошкодила історичну будівлю, кантональний парламент тимчасово переніс свої засідання до Палацу Румін у Лозанні.
Будівля Перрего, що перебувала в руїнах, була відреставрована після десятиліття очікування. 2009 року архітектурний конкурс вибрав проєкт «Rosebud» від Atelier Cube (Лозанна) у співпраці з Bonell i Gill  (Барселона). Однак цей проєкт, представлений  2011 року, викликав рішучий спротив. Загроза референдуму призвела до внесення змін у початкові плани.
Роботи з реконструкції розпочалися 24 березня 2014 року. Дизайн інтер’єру з дерева розробив архітектор Ів Вайнан, який є професором і директором будівельної лабораторії iBois у Швейцарському федеральному технологічному інституті в Лозанні.
Нову будівлю урочисто відкрили 14 квітня 2017 року. Ця дата символічно відзначає 214-ту річницю першої зустрічі, що відбулася 14 квітня 1803 року.

## Протоколи обговорень
Друковані звіти засідань Великої ради, що публікуються з 1829 року, зберігаються в Кантональному архіві Во. З 2018 року ця колекція також доступна онлайн на вебсайті Scriptorium Кантональної та університетської бібліотеки Лозанни.

## Трансляція щотижневих сесій
Місцевий телеканал NyonRégion Télévision (NRTV) транслює щотижневі засідання Великої ради кантону Во щовівторка з 6 березня 2018 року. Зона мовлення NRTV поширюється на весь кантон, оскільки телеканал ретранслюється основними швейцарськими операторами цифрового телебачення. До вересня 2017 року трансляції здійснював місцевий канал Maxtv, який згодом відмовився від них.

## Обрання членів
Депутатів Великої ради обирають на термін 5 років за пропорційною системою. Кантон Во поділений на 10 округів, які відповідають десяти адміністративним районам (три з яких мають по два підрайони). Кожен округ отримує певну кількість місць залежно від кількості його мешканців.

## Законодавчий орган 2022-2027
Розподіл місць за округами для законодавчого органу 2022-2027 років наведено нижче:
| Боро                  | Підрайон     | Населення станом на 31.12.2020 | Місце за округом | Місця за підокругами |
| Егле                  |              | 46316                          | 8                |                      |
| Бройє − Вуллі         |              | 44642                          | 8                |                      |
| Гро-де-Во             |              | 46413                          | 8                |                      |
| Юра − Північний Водуа |              | 93162                          | 17 років         |                      |
| Юра − Північний Водуа | Долина       | 6961                           |                  | 2                    |
| Юра − Північний Водуа | Івердон      | 86201                          |                  | 15                   |
| Лозанна               |              | 168346                         | 31               |                      |
| Лозанна               | Лозанна-Сіті | 140430                         |                  | 26                   |
| Лозанна               | Романель     | 27916                          |                  | 5                    |
| Лаво − Орон           |              | 63434                          | 12               |                      |
| Морж                  |              | 84561                          | 16               |                      |
| Ньйон                 |              | 103219                         | 19 років         |                      |
| Західна Лозанна       |              | 79078                          | 15               |                      |
| Рів'єра − Пеї-д'Ано   |              | 86129                          | 16               |                      |
| Рів'єра − Пеї-д'Ано   | Пеї-д'Ано    | 4894                           |                  | 2                    |
| Рів'єра − Пеї-д'Ано   | Веве         | 81235                          |                  | 14                   |
| Всього                |              | 815300                         | 150              |                      |

Вибори, що відбулися 20 березня 2022 року, розподілили політичні партії наступним чином:
Ліберально-радикальна партія (ПЛР)
50 місць
Соціалістична партія (ПС)
32 місця
Демократичний союз центру (UDC)
23 місця
Зелені (V)
24 місця
Зелені ліберали (PVL)
13 місць
«Разом ліворуч» та Швейцарська лейбористська партія
7 місць
Незалежний
1 місце

## Жіноче представництво
У Велику раду кантону Во жінки вперше увійшли під час кантональних виборів 1962 року. Це стало можливим після голосування 1 лютого 1959 року, яке надало жінкам право голосу на кантональному рівні.
Результати виборів 1962 року
Кількість депутатів: Зі 197 членів Великої ради було обрано 13 жінок.
Партійний розподіл:
5 лібералок
3 радикалок
3 соціалісток
1 попістка
1 молода радикалка
Кандидати: Загалом, на виборах було представлено 598 кандидатів, з яких 60 були жінками [12]. Лише місто Лозанна висунуло 8 жінок.